# يوكي تاناكا
يوكي تاناكا (باليابانية: 田中 雄輝) (30 ديسمبر 1995 في هيروشيما في اليابان – )؛ هو لاعب كرة قدم سابق كان يلعب كمدافع.

## وصلات خارجية
- يوكي تاناكا على موقع رابطة كرة القدم اليابانية للمحترفين (اليابانية)
- يوكي تاناكا على موقع Soccerway.com (الإنجليزية)